# Cestrum franceyi
Cestrum franceyi är en potatisväxtart som beskrevs av Julius Sterling Morton. Cestrum franceyi ingår i släktet Cestrum och familjen potatisväxter. Inga underarter finns listade i Catalogue of Life.